# Járnviðr

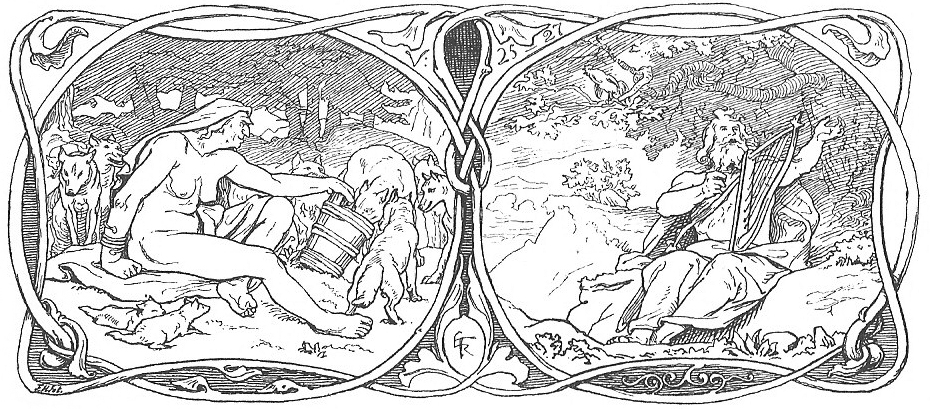
La vieille femme élevant des loups dans la forêt de Járnviðr, à gauche, et le géant Eggthér, à droite.

Dans la mythologie nordique, Járnviðr (Forêt de Fer en vieux norrois) est une forêt située à l'est de Miðgarð, habitée par des femmes troll, ainsi que par une vieille femme ayant enfanté des jötnar et des loups gigantesques. Járnviðr est citée dans l'Edda poétique, compilée au XIIIe siècle à partir de sources traditionnelles antérieures, et dans l'Edda en prose, écrite au XIIIe siècle par Snorri Sturluson.

## Edda poétique
Járnviðr est mentionnée dans la Völuspá, écrite vers l'an 1000, à la strophe 40 :
```
Austr sat en aldna ī Jarnviþi
    À l'est siégeait une vieille dans la Forêt de Fer

ok føddi þar Fenris kindir;
      et elle y engendra la lignée de Fenrir 

verþr af ǫllum einna nekkverr
    c'est l'un d'entre eux

tungls tjūgari ī trolls hami.
    qui vola l'astre sous une forme monstrueuse.
```

## Edda en prose
Snorri cite cette strophe et la développe dans sa Gylfaginning (12) : 
Une sorcière réside à l'est de Miðgarð, dans la forêt appelée Forêt de Fer : c'est là que vivent les femmes-troll, que l'on appelle femmes de la forêt de fer (Járnviðjur). La vieille sorcière a eu de nombreux géants pour fils, et tous sous forme de vargr ; et de là proviennent ces loups. C'est ainsi que l'on dit : de cette race sera issu celui qui sera le plus fort d'entre tous, celui qui sera nommé Chien de Lune (Mánagarmr); il sera rempli de la chair de tous les hommes qui meurent, et il avalera la lune.